# Chondrina
Chondrina, wenig gebräuchlich auch Haferkornschnecken genannt, ist eine Gattung der Kornschnecken (Chondrinidae) aus der Unterordnung der Landlungenschnecken (Stylommatophora). Derzeit werden der Gattung etwa 40 Arten zugewiesen. Die taxonomische Stellung mancher Arten wird noch kontrovers diskutiert.

## Merkmale
Die Gehäuse sind zylinderförmig, spindelförmig bis turmförmig. Sie werden 3,5 bis 14 mm hoch und 1,8 bis 4,1 mm breit. Die Schale ist eher dünnwandig, und hornfarben bis dunkelbraun gefärbt. Die Gehäuse haben 6,25 bis 8,5 Windungen, die eher schwach gewölbt sind. Die Oberfläche ist fein radial gestreift bis grob radial berippt. Der Mündungsrand ist mit wenigen Ausnahmen meist nicht verdickt. Die Mündung weist bis zu fünf Palatallamellen, eine Basallamelle, zwei Spindellamellen, eine angulare Lamelle, eine spirale Lamelle und eine Parietallamelle ausgebildet sein. Die angulare Lamelle beginnt in der oberen Ecke des Palatalrandes und reicht vergleichsweise tief in die Mündung hinein. Weiter können bei einzelnen Arten noch besondere Lamellen und Randfältchen entwickelt sein. Die gesamte Mündungsbewehrung kann aber auch teilweise oder selten auch ganz reduziert sein. Der Mündungsrand ist umgebogen. Der Nabel ist sehr eng oder geschlossen.
Im männlichen Geschlechtsapparat setzt der Penisretraktormuskel unterhalb der Mitte des Penis an. Der Samenleiter liegt im unteren Teil des Penis sehr dicht dem Penis an. Ein Blindsack (Caecum oder Flagellum) an der Penisspitze fehlt. Sehr selten ist der Stelle, an der bei anderen Kornschneckengattungen der Blindsack ansetzt eine Verdickung vorhanden, die als rudimentärer Blindsack interpretiert werden kann. Die Erweiterung des Penis enthält eine hufeisenförmige Pfeilerstruktur (Pilaster). Die Samenblase (Spermathek) reicht nicht an die Albumindrüse (Eiweißdrüse) heran und liegt neben dem Eisamenleiter (Spermovidukt). Der Stiel wird nicht von der Prostata bedeckt.
Die Radula besitzt in einer Halbquerreihe (einschließlich des Zentralzahns) 27 bis 50 Zähne, deren Hauptspitzen meist nicht sehr deutlich gegenüber den Nebenspitzen hervortreten. Auf der Basalplatte des Zentralzahns sitzen zwei schmale Stützhöcker, die unmittelbar anschließenden Seitenzähne haben auf der Basalplatte einen schmalen Stützhöcker.

## Geographische Verbreitung und Lebensraum
Das Verbreitungsgebiet der Gattung Chondrina reicht von Portugal im Westen bis in das Kaukasus-Gebiet im Osten. Im Norden reicht es bis nach Mitteleuropa hinein, im Süden bis Nordafrika.
Die Arten der Gattung Chondrina leben ausschließlich auf der Oberfläche von Felsen (meist Kalkfelsen), wo sie die aufwachsenden Flechten abweiden.

## Taxonomie und Systematik
Im Grunde wurde das Taxon bereits 1817 von Georges Cuvier als Chondrus aufgestellt. Cuvier wies der Gattung zwei Arten zu: Bulimus avenaceus Bruguière, 1792 und Bulimus zebra Olivier, 1801. John Edward Gray bestimmte 1847 (S. 175) Bulimus zebra zur Typusart von Chondrus Cuvier, 1817.
Ludwig Reichenbach ersetzte 1828 den Namen durch Chondrina, weil er meinte, dass Chondrus durch eine Algengattung präokkupiert wäre. Dies ist heute kein Grund mehr, einen Ersatznamen vorzuschlagen, da die Internationalen Regeln für die Zoologische Nomenklatur und der Internationale Code der Nomenklatur für Algen, Pilze und Pflanzen voneinander unabhängig sind. Dadurch, dass Chondrina ein Ersatzname ist, ist aber Bulimus zebra auch die Typusart von Chondrina (vgl. Ausführungen von Francisco Welter Schultes). Mehrere spätere Typusartbestimmungen legten Bulimus avenaceus Bruguière, 1792 als Typusart fest; sie sind damit eigentlich ungültig. Dies würde aber auch bedeuten, dass Chondrina ein jüngeres, objektives Synonym von Chondrus Cuvier, 1817 ist, eine gültige und eigenständige Gattung der Familie der Vielfraßschnecken (Enidae). Der Name Chondrina hat sich aber durchgesetzt und war seither durchgehend in Gebrauch mit Bulimus avenaceus Bruguière, 1792 als Typusart. Um den derzeitigen Gebrauch des Namens Chondrina mit Bulimus avenaceus Bruguière, 1792 als Typusart zu stabilisieren, müsste die Kommission für Zoologische Nomenklatur eine Entscheidung zur Fixierung von Bulimus avenaceus Bruguière, 1792 als Typusart treffen.
Im Treatise on Recent terrestrial pulmonate molluscs, Part 1 unterteilte Anatolij Schileyko 1998 die Gattung in zwei Untergattungen, Chondrina (Chondrina) Reichenbach, 1828 und Chondrina (Granopupa) O. Boettger, 1889. Dem ist die Fauna Europaea (und auch andere Autoren) nicht gefolgt, sondern behandelt Granopupa als eigenständige Gattung. Auch die Synonymisierung der Gattung Rupestrella Monterosato, 1894 mit Chondrina (Granopupa) durch denselben Autor haben die folgenden Autoren und die Fauna Europaea nicht übernommen.
Derzeit zugewiesene Arten:
- Chondrina aguilari Altimira, 1967
- Chondrina altimirai Gittenberger, 1973
- Chondrina amphorula Schileyko, 1984
- Feingerippte Haferkornschnecke (Chondrina arcadica (Reinhardt, 1881))
  - Chondrina arcadica abundans (Westerlund, 1884)
  - Chondrina arcadica arcadica (Reinhardt, 1881)
  - Chondrina arcadica bulgarica H. Nordsieck, 1970
  - Chondrina arcadica caucasica Ehrmann, 1931
  - Chondrina arcadica clienta (Westerlund, 1883)
- Chondrina arigonis (Rossmässler, 1859)
- Chondrina arigonoides Kokshoorn & Gittenberger, 2010
- Chondrina ascendens (Westerlund, 1878)
- Westliche Haferkornschnecke (Chondrina avenacea (Bruguière, 1792))
- Chondrina bergomensis (Küster, 1850)
- Chondrina bigorriensis (Des Moulins, 1835)
- Chondrina burtscheri Falkner & Stummer, 1996
- Chondrina calpica (Westerlund, 1872)
  - Chondrina calpica calpica (Westerlund, 1872)
  - Chondrina calpica altenai Gittenberger, 1973
- Chondrina centralis (Fagot, 1891)
- Chondrina cliendentata Gittenberger, 1973
- Chondrina dertosensis (Bofill, 1886)
- Chondrina falkneri Gittenberger, 2002
- Chondrina farinesii (Des Moulins, 1835)
- Chondrina gasulli Gittenberger, 1973
- Chondrina generosensis Nordsieck, 1962
- Chondrina gerhardi Gittenberger, 2002
- Chondrina granatensis Alonso, 1974
- Chondrina guiraoensis Pilsbry, 1918
- Chondrina ingae Kokshoorn & Gittenberger, 2010
- Chondrina jumillensis (Pfeiffer, 1853)
- Chondrina klemmi Gittenberger, 1973
- Chondrina kobelti (Westerlund, 1887)
- Chondrina kobeltoides Gittenberger, 1973
- Chondrina lusitanica (Pfeiffer, 1848)
- Chondrina maginensis Arrébola & Gómez, 1998
- Chondrina marmouchana (Pallary, 1928)
- Chondrina marjae Kokshoorn & Gittenberger, 2010
- Chondrina massotiana (Bourguignat, 1863)
  - Chondrina massotiana massotiana (Bourguignat, 1863)
  - Chondrina massotiana sexplicata (Bofill, 1886)
- Weitmündige Haferkornschnecke (Chondrina megacheilos (De Cristofori & Jan, 1832))
  - Chondrina megacheilos avenoides (Westerlund, 1874)
  - Chondrina megacheilos caziotana Pilsbry, 1918
  - Chondrina megacheilos frassineiana Nardo, 2009
  - Chondrina megacheilos megacheilos (De Cristofori & Jan, 1832)
  - Chondrina megacheilos toscolana (Schröder, 1913)
- Chondrina multidentata (Strobel, 1851)
  - Chondrina multidentata gredleriana (Strobel, 1851)
  - Chondrina multidentata multidentata (Strobel, 1851)
  - Chondrina multidentata schista (Westerlund, 1887)
- Chondrina oligodonta (Del Prete, 1879)
- Chondrina pseudavenacea Kokshoorn & Gittenberger, 2010
- Chondrina ripkeni Gittenberger, 1973
- Chondrina soleri Altimira, 1960
- Chondrina spelta (Beck, 1837)
  - Chondrina spelta anodon H. Nordsieck, 1970
  - Chondrina spelta bosnica H. Nordsieck, 1970
  - Chondrina spelta croatica H. Nordsieck, 1970
  - Chondrina spelta fuchsi H. Nordsieck, 1970
  - Chondrina spelta heterodon H. Nordsieck, 1970
  - Chondrina spelta obsoleta Klemm, 1962
  - Chondrina spelta serbica H. Nordsieck, 1970
  - Chondrina spelta spelta (Beck, 1837)
  - Chondrina spelta sutjeskae H. Nordsieck, 1970
  - Chondrina spelta ventilatoris (Westerlund, 1875)
- Chondrina tatrica Ložek, 1948
- Chondrina tenuimarginata (Des Moulins, 1835)

Chondrina Reichenbach, 1828 ist die Typusgattung der Familie Chondrinidae Steenberg, 1925 (Kornschnecken) bzw. der Unterfamilie Chondrininae Steenberg, 1925.

## Belege